# Château de Jambville
Ne doit pas être confondu avec Château de Janville.
Le château de Jambville est un château situé dans la commune de Jambville, dans le département des Yvelines.

## Histoire
Le château est construit entre le XVe siècle et le XVIIIe siècle sur les bases d'un château médiéval. En 1250, Richard de Jambville est écuyer de Saint Louis pendant une croisade. La seigneurie appartient à l'intendant Antoine Le Camus de Jambville en 1650. Il passe en 1769 au marquis Charles-Claude-François du Tillet, colonel au régiment Royal, 
L'intendant Étienne Thomas Maussion achète le château en 1775. Il est maître des requêtes de l'Hôtel du Roi et Intendant de la généralité de Rouen. La famille Maussion transforme complètement l'aménagement du château. Il est agrandi et on construit les deux frontons afin de l'orienter nord-sud. Le jardin à la française est remplacé par un parc à l'anglaise agrémenté de folies : le temple grec, la mare aux Faisans, le pressoir médiéval de Saint-Damien. Est percée alors la grande perspective de l'allée des tilleuls. Thomas de Maussion est député de la noblesse aux Etats Généraux de 1789 et guillotiné le 6 ventôse An II, accusé d'avoir conspiré contre la sûreté de l’État.
Il est vendu comme bien national en 1793. Le baron Antoine Adolphe Thomas de Maussion en devient propriétaire en 1816. En 1904, il est acquis par Paul Fould (1837-1917), maître des requêtes au Conseil d'État. En 1927, il est acquis par André Manassé et son épouse Emilienne Lefortier, propriétaire de la maison de Haute-Couture "Emilienne Manassé" situé au 320 rue Saint-Honoré à Paris. Le couple accueillera en 1933, le réalisateur Jean-Paul Paulin pour son film L'Abbé Constantin, dont le château de Jambville sera au cœur de l'intrigue.
Il héberge depuis 1952 le Centre national de formation des Scouts et Guides de France.
Le monument fait l’objet d’inscriptions au titre des monuments historiques depuis les 22 décembre 1994 et 10 février 2010.

### Histoire scoute
Le château de Jambville est acheté en 1952 par l'association des Scouts de France grâce à une souscription nationale menée auprès des membres, des groupes et des unités de l’association, après que les propriétaires du château de Chamarande, le précédent centre national de formation de l'association, eurent décidé de vendre.
Le Centre national de formation des Scouts et Guides de France a pour siège le château de Jambville, dans les Yvelines. Chaque année, plus de 2 000 cadres participent à des formations. Avec 27 salles de réunion, 200 lits en chambres ou dortoirs et un réfectoire de 400 places, le centre dispose des infrastructures nécessaires pour accueillir simultanément douze formations. Tous les deux ans, les années paires, il accueille lors du weekend de Pentecôte un rassemblement des jeunes de 4e et 3e des aumôneries d'Île-de-France, le Frat.

## Description
Une allée de quatre rang de tilleuls conduit au château, entouré d'un parc de 52 hectares. On accède à l'avant-cour, bordée de communs du XVIIIe siècle, puis à la cour du château. L'orangerie, à l'ouest du château, date du XIXe siècle.
Les caves voutées du château datent du XIIIe siècle. La tourelle d'angle avec escalier à vis et partie droite, du XVIIe siècle. Le corps principal comporte 2 étages, percé de sept larges baies rectangulaires.
Le temple grec, bâti en 1775, est une des « folies » créées par la famille Maussion. Le fronton est orné d'un couvercle de tombeau gaulois. Ses caves servaient de glacière.

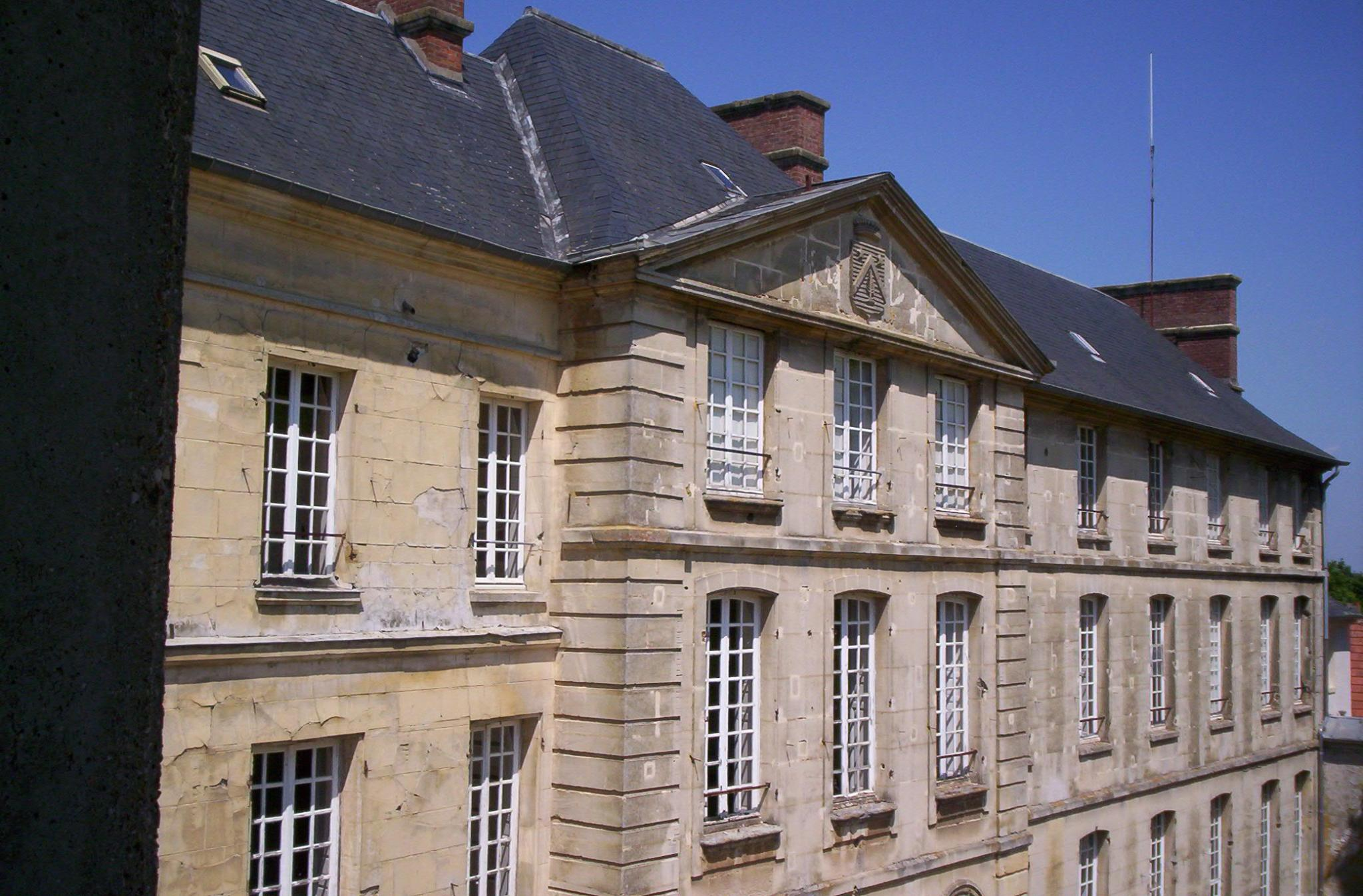
Fronton triangulaire avec armes des Maussion.
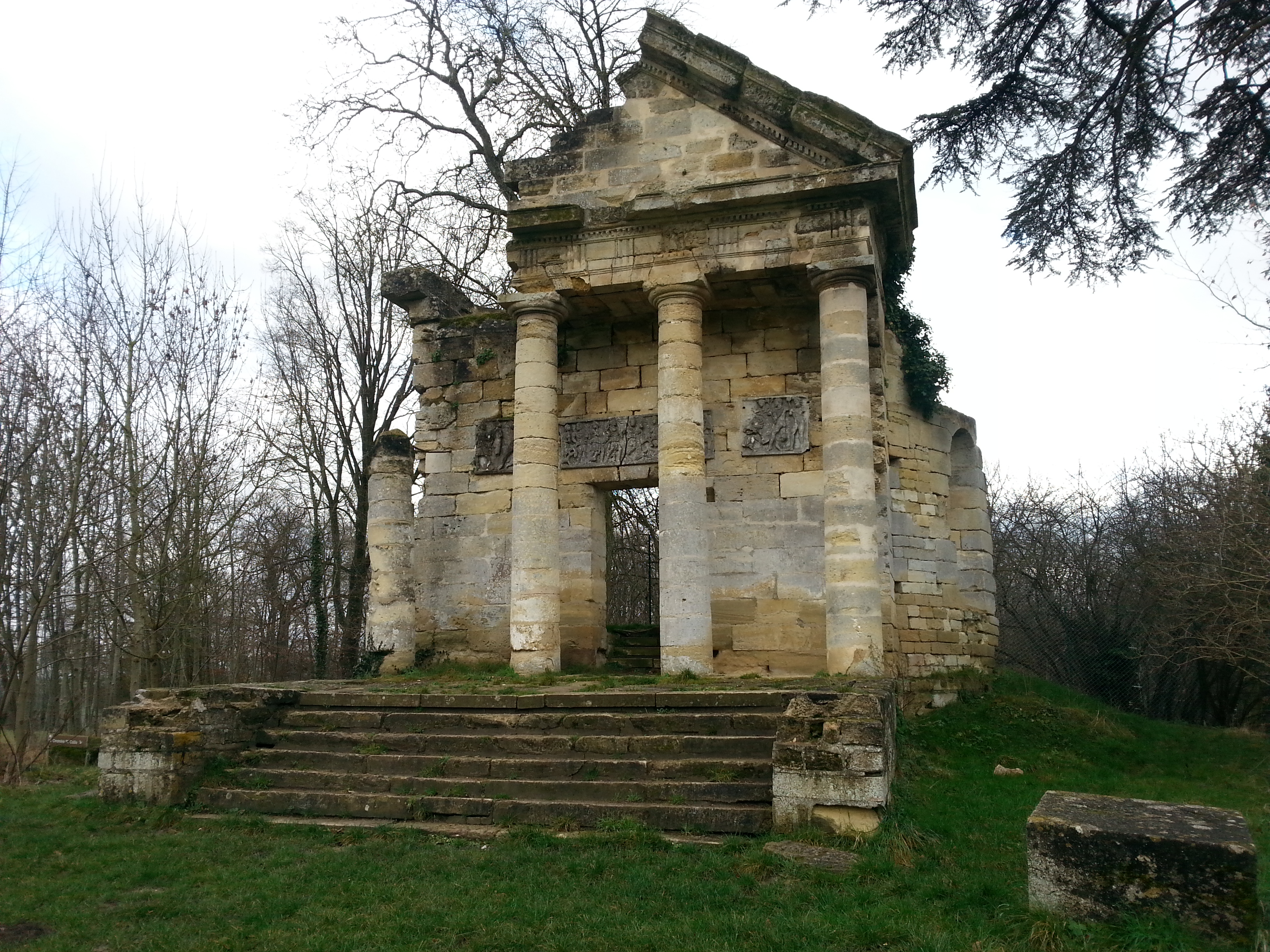
Temple grec de 1776.

## Événements
- Tous les deux ans (les années impaires), le Frat (soit 12 000 jeunes) s'y installe.
- En 1952, journées nationales Scouts de France.
- En 1983, journées nationales Scouts de France où fut proclamée la Charte des Scouts de France.
- En 1989, camp national du Scoutisme Français, pour préparer la venue de la Conférence mondiale du scoutisme de 1990.
- En 1975, premier jamboree national Guides de France des 11-14 ans (Pari 75).
- En 1985, premier jamboree national Scouts de France des 11-14 ans (Aujourd'hui construisons demain).
- En 1991, jamboree national Scouts de France des 11-14 ans (Terres d'aventures).
- En 1997, jamboree national Scouts de France des 11-14 ans (Choisis ta vie !). Il rassembla 20 000 jeunes dans le parc.
- En 2006, rencontres nationales Scouts et Guides de France (paroles de liberté, paroles d'avenir)[12].
- En 2006, jamboree Scouts et Guides de France des 11-14 ans (Quels talents !)[13].
- En 2010, rassemblement des chefs jeannettes et louveteaux Scouts et Guides de France (Graines de diversité)[14]
- En 2011, rencontres nationales Scouts et Guides de France (Génération Responsable, Promesse d'humanité)
- En 2012, jamboree Scouts et Guides de France des 11-14 ans (Vis tes rêves)[15]
- En 2016, Roverway organisé par le Scoutisme Français pour les 17-21 ans (Sur la route, On the road)[16].
- En 2019, rassemblement Scouts et Guides de France des 11-14 ans (Connecte) qui a réuni 20 000 scouts, guides, chefs et cheftaines[17].